# Rapisma berhalense
Rapisma berhalense is een insect uit de familie van de Ithonidae, die tot de orde netvleugeligen (Neuroptera) behoort. 
Rapisma berhalense is voor het eerst wetenschappelijk beschreven door P. Barnard & New in 1985.